# Yangming
Der Stadtbezirk Yangming (阳明区,  Yángmíng Qū) ist ein Stadtbezirk der bezirksfreien Stadt Mudanjiang in der Provinz Heilongjiang in der Volksrepublik China. Er hat eine Fläche von 1.383 km² und zählt 190.973 Einwohner (Stand: Zensus 2020).

## Administrative Gliederung
Auf Gemeindeebene setzt sich der Stadtbezirk aus vier Straßenvierteln und vier Großgemeinden zusammen.